# 新兴村站
新兴村站是一个位于中国天津市东丽区新立街道新兴村，属于天津地铁4号线的地铁车站，已经于2021年12月28日开通运营。

## 车站结构
本站设有1座島式月台，列车在本站实行站后折返。
| 地面              | 站厅及出入口 | A、B出入口、客服中心、自动售票机、验票机                                                      |
| 地下一层          | 站台         | \| \| \| █ 4号线往东南角（民航大学） \| \| 島式 · 開左邊车门 \| \| \| \| \| \| █ 4号线落客 \| |
|                   |              | █ 4号线往东南角（民航大学）                                                                   |
| 島式 · 開左邊车门 |              |                                                                                               |
|                   |              | █ 4号线落客                                                                                   |

## 车站出口
新兴村站共设2个出口，各出口及周围设施如下所示：
|                           |      |        |              |
| 出口编号                  | 照片 | 地点   | 可到达目的地 |
| 出口 · A · 无障碍通道标志 |      | 仁育道 | 新兴村       |
| 出口 · B · 无障碍通道标志 |      | 仁育道 | 新兴村       |
| 註： 設有                 |      |        |              |